# Thomas Wippenbeck

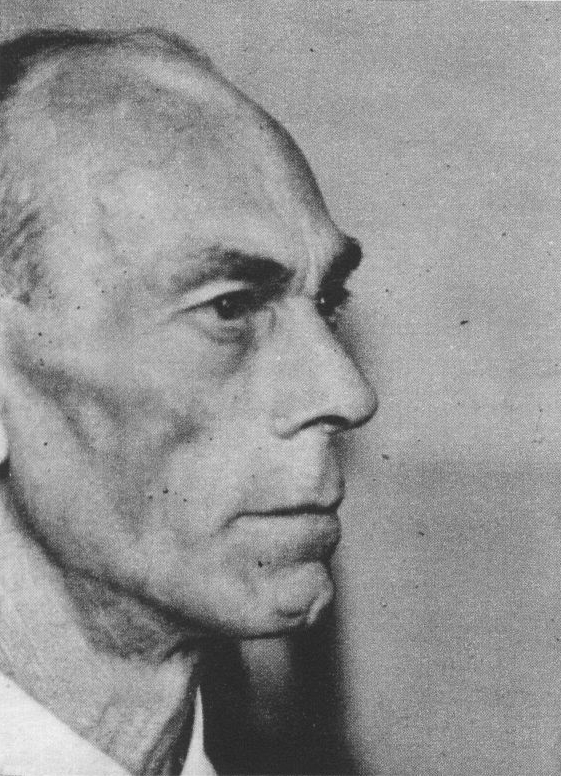
Thomas Wippenbeck. Zdjęcie wykonane podczas jego procesu w 1972

Thomas Wippenbeck (ur. 28 sierpnia 1907 w Gera, zm. po 1972) – SS-Rottenführer, niemiecki zbrodniarz wojenny, funkcjonariusz Sipo, strażnik w więzieniu na ul. Pawiej w Warszawie.

## Życiorys
Na Pawiak skierowany został w grudniu 1940 roku gdzie pełnił funkcję wachmajstra. Był jednym z najokrutniejszych katów Pawiaka. Ze względu na wyjątkowe okrucieństwo oraz masowe mordy dokonywane metodą wieszania został nazwany przez więźniów „Wieszatielem”. Wśród więźniów Pawiaka zasłynął m.in. z organizowania ćwiczeń gimnastycznych na gorącym żużlu wyrzucanym z kotłowni. Ćwiczenia te przyczyniły się do śmierci wielu osób osadzonych w areszcie. W 1943 został czasowo oddelegowany do Arbeitserziehungslager w Falentach, jednak wkrótce powrócił na Pawiak i pozostał tam już do 1944.

## Po wojnie
Znalazł się w alianckiej strefie okupacyjnej i zwolniony został z obozu jenieckiego. W 1965 został aresztowany przez władze RFN, a następnie został zwolniony. Jego nazwisko stało się znane opinii publicznej w Niemczech w związku z głośnym, wielowątkowym procesem zbrodniarza wojennego SS-Standartenführera Ludwiga Hahna toczącym się w Hamburgu. Hahn został oskarżony o dokonanie zbrodni na Pawiaku, podczas „Wielkiej Akcji” latem 1942 roku, powstania w getcie warszawskim oraz powstania warszawskiego. Pierwszy proces przed Sądem Krajowym w Hamburgu rozpoczął się 2 maja 1972 roku i początkowo planowano, że wraz z nim zostanie osądzony również Walter Stamm jednak zmarł on w 1970 roku w Berlinie Zachodnim na krótko przed zakończeniem śledztwa. Ostatecznie na ławie oskarżonych wraz z Hahnem zasiadł Thomas Wippenbeck.
Akt oskarżenia zawierał zarzuty dokonania morderstw oraz pomocnictwa w mordach więźniów osadzonych w Pawiaku. Zarzuty dotyczyły:
- osobistego powieszenia na Pawiaku co najmniej dziesięciu ludzi w okresie od początku 1942 roku do sierpnia 1944 roku,
- wraz Franzem Bürklem do zmuszenia w zimie 1940 roku do „gimnastyki” więźniów na hałdzie rozżarzonego żużlu; w wyniku czego zmarło co najmniej dwóch osadzonych,
- uczestnictwa jako Bechwacher w połowie lipca 1943 roku w egzekucjach Żydów złapanych w ramach tzw. afery Hotel Polski,
- uczestnictwa w egzekucji od 200-300 więźniów Pawiaka między połową kwietnia i lipca 1944 wraz z personelem Pawiaka,
- uczestnictwa w egzekucji 40 więźniów Pawiaka w lipcu 1944 roku,
- osobistego rozstrzeliwania więźniów (w tym kobiet i dzieci) pomiędzy lipcem a sierpniem 1944 roku na terenie posesji Dzielna 25-27.

Po przeprowadzonym dochodzeniu niemiecki sąd skazał Hahna za udział w wymordowaniu ok. 100 więźniów Oddziału III Pawiaka w lipcu 1944 na karę 12 lat pozbawienia wolności. Thomas Wippenbeck natomiast został uznany winnym pomocnictwa w tym mordzie oraz winnym przyczynienia się do śmierci Żydów w ramach tzw. akcji „Hotel Polski”, ale na podstawie par. 47 rozdz. 2 wojskowego kodeksu karnego sąd odstąpił od wymierzenia kary. Od wyroku odwołały się zarówno prokuratura, motywująca że wyrok jest niewspółmiernie niski w stosunku do wagi czynu, jak również obrona, która domagała się uniewinnienia. W marcu 1975, po dwóch latach rozpatrywania skargi rewizyjnej, wyrok został uprawomocniony. Wippenbeck nigdy nie poniósł kary za swoje zbrodnie dokonane w Polsce.